# Enériz
Enériz (spanska) eller Eneritz (baskiska), officiellt Enériz/Eneritz, är en kommun i Spanien.   Den ligger i provinsen och regionen Navarra, i den nordöstra delen av landet, 300 km nordost om huvudstaden Madrid. Antalet invånare är 368.